# Biston insularia
Biston insularia là một loài bướm đêm trong họ Geometridae.